# RNA-vaccin
Een RNA-vaccin of mRNA-vaccin is een type vaccin waarbij gebruik gemaakt wordt van een kopie van messenger-RNA (mRNA) om een immuunrespons op te wekken. Met de injectie van het vaccin wordt synthetisch RNA, omgeven door lipiden, in het weefsel opgenomen. Eenmaal in de cellen functioneert het RNA van het vaccin als mRNA, waarna de cellen het vreemde eiwit afschrijven dat normaal gesproken door een pathogeen (zoals een virus) of door een kankercel wordt geproduceerd.
De eiwitmoleculen die middels het afschrijven van het synthetische RNA door het lichaam worden geproduceerd, worden aan de celoppervlakten gepresenteerd en stimuleren zo een adaptieve immuunrespons, die het lichaam leert de overeenkomstige ziekteverwekker of kankercellen te identificeren en te vernietigen in het geval men later besmet zou geraken met de ziekteverwekker.
De techniek dateert uit de jaren 1990, er is sindsdien ervaring mee opgedaan bij de behandeling van kankerpatiënten. De vaccins van BioNTech/Pfizer en Moderna zijn specifiek ontwikkeld om preventief werkzaam te zijn tegen het SARS-CoV-2 virus. Het zijn de eerste op basis van de RNA-techniek ontwikkelde middelen die goedgekeurd werden om tegen een virus gebruikt te worden.
Katalin Karikó en Drew Weissman, onderzoekers naar het toepassen van mRNA in vaccins, kregen in 2023 de Nobelpijs voor Geneeskunde. 

## Voorbeelden
- De COVID-19-vaccins van CureVac (Zorecimeran), Moderna (mRNA-1273) en BioNTech/Pfizer (Tozinameran)
- Vaccins tegen rabiës, vogelgriep en Zika-virus

## Opname in de cellen
De afgifte van mRNA wordt bereikt door een co-formulering van het RNA-molecuul in lipidenanodeeltjes ('RNA verpakt in vetdruppeltjes') die de RNA-strengen beschermen en hun opname in de cellen mogelijk maken omdat de celmembranen ook uit een dubbele laag lipiden bestaan. Bij RNA-vaccins zijn de virale vectoren dus lipidenanodeeltjes.

## Voordelen

### Ten opzichte van klassieke vaccins
Volgens de PHG Foundation kunnen RNA-vaccins sneller en goedkoper geproduceerd worden dan klassieke vaccins. Ze zouden ten opzichte van deze vaccins ook veiliger zijn voor de mens, omdat ze niet worden gemaakt met behulp van infectieuze elementen. Het RNA-molecuul valt uiteen nadat het eiwit is aangemaakt.

### Ten opzichte van DNA-vaccins
In tegenstelling tot DNA-vaccins bestaat er geen risico op insertiemutagenese.

## Nadelen

### Neveneffecten en risico’s
De reactogeniciteit is vergelijkbaar met die van conventionele, niet-RNA-vaccins. Degenen die vatbaar zijn voor een auto-immuunrespons kunnen echter een bijwerking hebben door RNA-vaccins. De mRNA-strengen in het vaccin kunnen een onbedoelde immuunreactie uitlokken. Dit houdt in dat het lichaam denkt dat het ziek is, en dat de persoon zich daardoor voelt alsof hij ziek is. Om dit te minimaliseren, zijn mRNA-sequenties in mRNA-vaccins ontworpen om die van gastheercellen na te bootsen.
In proeven met nieuwe COVID-19 RNA-vaccins werden sterke maar voorbijgaande reactogene effecten gemeld; de meeste mensen zullen geen ernstige bijwerkingen ervaren, zoals koorts en vermoeidheid. Ernstige bijwerkingen worden gedefinieerd als bijwerkingen die dagelijkse activiteit verhinderen.
Vóór 2020 was er nog geen mRNA-technologieplatform (medicijn of vaccin) goedgekeurd voor gebruik bij mensen. De COVID-19-pandemie van 2020 vereiste echter een snellere ontwikkeling en productiecapaciteit van mRNA-vaccins, maakte ze aantrekkelijk voor nationale gezondheidsorganisaties en leidde tot discussie over het type initiële autorisatie dat deze mRNA-vaccins zouden moeten krijgen, inclusief autorisatie voor noodgebruik of uitgebreide toegangsautorisatie, na de achtwekenperiode van post-finale menselijke proeven.

### Opslag
Omdat RNA minder stabiel is dan DNA, is het noodzakelijk dat een RNA-vaccin bij een zeer lage temperatuur wordt bewaard.